# Duckman: Private Dick/Family Man
A Duckman: Private Dick/Family Man vagy szimplán Duckman egy 1994-ben indult amerikai, felnőtteknek szóló animációs szitkom. A sorozatot Everett Peck készítette a saját maga által írt Duckman képregények alapján, amiket a Dark Horse kiadó jelentetett meg. A sorozat animációjáért Arlene Klasky és a magyar Csupó Gábor felel, akik többek közt A Simpson család animációs munkálatait végezték az első két évad során. A történet főhőse egy Eric T. Duckman nevet viselő kacsa, akinek hangját Jason Alexander adja, mellette a szinkronstáb része többek közt Gregg Berger, Dweezil Zappa és Tim Curry.
A sorozatot az Amerikai Egyesült Államokban 1994. március 5. és 1997. szeptember 6. között adta az USA Network, Magyarországon egyelőre nem került bemutatásra.

## Cselekménye
A műsor főszereplője egy Eric T. Duckman nevű kacsa, aki magánnyomozóként tevékenykedik Los Angelesben (a címben a „Dick” a detektív rövidítése), és közben gondját viseli a családjának. A sorozat az ő nyomozásait és gonosztevők elleni harcát (főleg a visszatérő ősellensége, King Chicken ellen) követi nyomon, amibe besegít Duckman üzletpartnere és legjobb barátja, a malac Cornfed, valamint a nyomozó mentálisan lassú fia, Ajax is.

## Vendégszereplők
A sorozatban több ismertebb személy is feltűnt egy-egy vendégszerep idejéig, ők találhatóak meg ebben a felsorolásban.
- Charles Adler
- Pamela Adlon
- Joe Alaskey
- Ed Asner
- John Astin
- James Avery
- Ed Begley Jr.
- Michael Bell
- James Belushi
- Jeff Bennett
- Xander Berkeley
- Sandra Bernhard
- Sheryl Bernstein
- Elayne Boosler
- Charlie Brill
- Clancy Brown
- James Brown
- Carol Burnett
- John Byner
- Tisha Campbell
- Jack Carter
- Dan Castellaneta (Homer Simpson-ként)
- Catherine Cavadini
- Kim Cattrall
- Margaret Cho
- Coolio
- Jim Cummings
- Tim Curry
- Eddie Deezen
- Shelley Duvall
- John de Lancie
- Dana Delany
- Grey DeLisle
- Dom DeLuise
- Debi Derryberry
- James Doohan
- David Duchovny
- Sheena Easton
- Walker Edmiston
- Nicole Eggert
- Paul Eiding
- Hector Elias
- Chris Elliott
- Brendan Fraser
- Janeane Garofalo
- Teri Garr
- Linda Gary
- Estelle Getty
- Leeza Gibbons
- Henry Gibson
- Thomas Gibson
- Bobcat Goldthwait
- Gilbert Gottfried
- Benny Grant
- Bob Guccione
- Jess Harnell
- Pat Harrington Jr.
- Bret Hart
- Phil Hartman
- Pamela Hayden
- Billie Hayes
- Dennis Haysbert
- Chick Hearn
- Andy Houts
- Ice-T
- Kathy Ireland
- Judith Ivey
- Michael Jeter
- Jeffrey Jones
- Tom Kane
- Brian Keith
- George Kennedy
- Leila Kenzle
- Robert Klein
- Lisa Kudrow
- Maurice LaMarche
- Vicki Lawrence
- Eugene Levy
- June Lockhart
- Heather Locklear
- Kurt Loder
- David Lodge
- Bernie Mac
- Tress MacNeille
- Taj Mahal
- Melissa Manchester
- Joe Mantegna
- Merrill Markoe
- Kenneth Mars
- Andrea Martin
- Mitzi McCall
- Chuck McCann
- Roddy McDowall
- Maureen McGovern
- Michael McKean
- Lee Meriwether
- Laurie Metcalf
- Julie Moran
- Cathy Moriarty
- Garrett Morris
- Howard Morris
- Iona Morris
- Lorenzo Music
- Kathy Najimy
- Taylor Negron
- Bebe Neuwirth
- Leonard Nimoy
- Alan Oppenheimer
- Bibi Osterwald
- Rick Overton
- Ken Page
- Ron Palillo
- John Pankow
- Ron Perlman
- Sam Phillips
- Jeremy Piven
- Amanda Plummer
- Carl Reiner
- Walt Reno
- Burt Reynolds
- Jack Riley
- Roger Rose
- Maggie Roswell
- Jack Roth
- John Rubinow
- Katey Sagal
- Ernie Sabella
- Macho Man Randy Savage
- Kevin Schon
- Peter Scolari
- Charles Shaughnessy
- Susan Silo
- Marina Sirtis
- Paul Sorvino
- Kath Soucie
- Aaron Spann
- Jerry Sroka
- Ben Stein
- Ben Stiller
- Peter Strauss
- Sally Struthers
- Keith Szarabajka
- Jeffrey Tambor
- Judy Tenuta
- Dave Thomas
- Jay Thomas
- Michelle Thomas
- Courtney Thorne-Smith
- Blair Underwood
- Brenda Vaccaro
- Jim Varney
- John Vernon
- Sal Viscuso
- Janet Waldo
- Joe Walsh
- B.J. Ward
- Beau Weaver
- Steven Weber
- Lennie Weinrib
- Bruce Weitz
- Jimmy Weldon
- Billy West
- Mae Whitman
- Lee Wilkof
- Helen Wilson
- William Windom
- Henry Winkler
- Edward Winter
- Bill Woodson
- Alan Young

## A videójáték
A sorozat sikere miatt 1997 májusában kiadtak egy "point and click" kalandjátékot Duckman: The Graphic Adventures of a Private Dick néven Windows operációs rendszerre. A történet szerint Duckman híres detektív lett és épp egy televíziós sorozatot készítenének róla, amikor valaki eltünteti a saját életéből és egy nagyobb, jobb és hősiesebb Duckman-t rak a helyére. A játékos célja, hogy segítsen Duckman-nek elkapni az imposztort és visszajuttatni őt a megérdemelt helyére.

## Fordítás
Ez a szócikk részben vagy egészben  a   Duckman című angol Wikipédia-szócikk fordításán alapul.  Az eredeti cikk szerkesztőit annak laptörténete sorolja fel. Ez a jelzés csupán a megfogalmazás eredetét és a szerzői jogokat jelzi, nem szolgál a cikkben szereplő információk forrásmegjelöléseként.